# ジェレミー・ジアンビ
ジェレミー・ディーン・ジアンビ（Jeremy Dean Giambi、1974年9月30日 - 2022年2月9日）は、アメリカ合衆国・カリフォルニア州サンノゼ出身のプロ野球選手。
兄のジェイソン・ジアンビもメジャーリーガーであり、通算400本塁打以上を達成している。

## 経歴

### プロ入りとロイヤルズ時代
1996年のMLBドラフト6巡目でカンザスシティ・ロイヤルズから指名され、同年6月10日に契約を結んだ。
1997年にA級のランシング・ラグナッツにて31試合の出場で打率.336・5本塁打・21打点・5盗塁・OPS1.028を記録した。次いでAA級のウィチタ・ラングラーズでも、74試合で打率.321・11本塁打・52打点・4盗塁・OPS0.930を記録した。2チーム合計では、105試合の出場で打率.326・16本塁打・73打点・9盗塁・OPS0.960を記録した。
1998年は、AAA級のオマハ・ロイヤルズで96試合に出場し、打率.372・20本塁打・66打点・8盗塁・出塁率.469・長打率.634・OPS1.103を記録。同年メジャー昇格し、9月1日にメジャーデビューを果たした。ロイヤルズで18試合に出場。打率は.224ながら2本塁打を記録したほか、9三振に対し11四球を記録した。守備では9試合で左翼手を守り、無失策だった。
1999年は出番を大幅に増やし、指名打者及び一塁手の中心格として90試合に出場。本塁打は3本に留まったが、打率.285・出塁率.373を記録した。AAA級オマハでは、35試合で打率.346・12本塁打・28打点・OPS1.157を記録した。

### アスレチックス時代
2000年2月18日にブレット・ラクストンとのトレードによりオークランド・アスレチックスに移籍した。アスレティックスでは守備位置を変わりながらレギュラー的存在となり、104試合で打率.254・10本塁打・50打点を記録した。なお、同年及び翌2001年は兄のジェイソンもアスレティックスに所属していた為、兄弟で同じチームでプレーした。
2001年は、指名打者と右翼手に分散しながら124試合に出場し、打率.283・12本塁打・57打点・出塁率.391を記録。

### フィリーズ時代
2002年はシーズン途中でフィラデルフィア・フィリーズに移籍し、計124試合に出場した。最終的に打率.259・20本塁打 (自身初の20本超え) ・45打点・出塁率.414・長打率.505・OPS0.919を記録した。
2003年以降はメジャーはおろかマイナーでも打率.100台に低迷するようになり、その年を最後にメジャーの舞台に戻る事はなかった。
2022年2月9日に亡くなったことが代理人の務めるジョエル・ウルフから発表された。47歳没。ロサンゼルスの保健福祉課が胸部を銃で撃ったことによる自殺が死因と公表している。

## 人物・プレースタイル
偉大な成績を残した兄、ジェイソン・ジアンビとの比較を常にされ、またマリファナ（大麻）所持などで素行不良な面があったことから現役時代は過小評価されてきた。メジャー通算打率.263に対して出塁率は.377を記録したため選球眼は一流とされる。
アスレチックスでは、出塁率の高さを評価され、また当時セイバーメトリクスに懐疑的な見方が多かったことから安価に獲得できるコスパのいい選手として活躍した。「マネーボールの申し子」とも評され、映画『マネーボール』ではニック・ポラッツォがジェレミーを演じた。
守備と走塁は酷評されており、ジェレミーが外野で打球を追う姿を『マネーボール』は「狂犬から逃げまどう郵便配達人のよう」と形容している。

## 詳細情報

### 年度別打撃成績
| 年 度    | 球 団    | 試 合 | 打 席 | 打 数 | 得 点 | 安 打 | 二 塁 打 | 三 塁 打 | 本 塁 打 | 塁 打 | 打 点 | 盗 塁 | 盗 塁 死 | 犠 打 | 犠 飛 | 四 球 | 敬 遠 | 死 球 | 三 振 | 併 殺 打 | 打 率 | 出 塁 率 | 長 打 率 | O P S |
| -------- | -------- | ----- | ----- | ----- | ----- | ----- | -------- | -------- | -------- | ----- | ----- | ----- | -------- | ----- | ----- | ----- | ----- | ----- | ----- | -------- | ----- | -------- | -------- | ----- |
| 1998     | KC       | 18    | 70    | 58    | 6     | 13    | 4        | 0        | 2        | 23    | 8     | 0     | 1        | 0     | 1     | 11    | 0     | 0     | 9     | 3        | .224  | .343     | .397     | .740  |
| 1999     | KC       | 90    | 336   | 288   | 34    | 82    | 13       | 1        | 3        | 106   | 34    | 0     | 0        | 1     | 4     | 40    | 5     | 3     | 67    | 7        | .285  | .373     | .368     | .741  |
| 2000     | OAK      | 104   | 302   | 260   | 42    | 66    | 10       | 2        | 10       | 110   | 50    | 0     | 0        | 3     | 4     | 32    | 2     | 3     | 61    | 7        | .254  | .338     | .423     | .761  |
| 2001     | OAK      | 124   | 443   | 371   | 64    | 105   | 26       | 0        | 12       | 167   | 57    | 0     | 1        | 3     | 2     | 63    | 1     | 4     | 83    | 13       | .283  | .391     | .450     | .841  |
| 2002     | OAK      | 42    | 187   | 157   | 26    | 43    | 7        | 0        | 8        | 74    | 17    | 0     | 0        | 3     | 0     | 27    | 0     | 3     | 40    | 4        | .274  | .390     | .471     | .861  |
| 2002     | PHI      | 82    | 211   | 156   | 32    | 38    | 10       | 0        | 12       | 84    | 28    | 0     | 1        | 1     | 0     | 52    | 2     | 1     | 54    | 1        | .244  | .435     | .538     | .973  |
| '02計    | PHI      | 124   | 398   | 313   | 58    | 81    | 17       | 0        | 20       | 158   | 45    | 0     | 1        | 4     | 1     | 79    | 2     | 4     | 94    | 5        | .259  | .414     | .505     | .919  |
| 2003     | BOS      | 50    | 156   | 127   | 15    | 25    | 5        | 0        | 5        | 45    | 15    | 1     | 0        | 1     | 0     | 26    | 0     | 2     | 42    | 3        | .197  | .342     | .354     | .696  |
| MLB：6年 | MLB：6年 | 510   | 1705  | 1417  | 219   | 372   | 75       | 3        | 52       | 609   | 209   | 1     | 3        | 9     | 11    | 251   | 10    | 16    | 356   | 38       | .263  | .377     | .430     | .807  |

### 背番号
- 15（1998年 - 1999年）
- 7（2000年 - 2002年）
- 25（2003年）